# نیروی زمینی ارمنستان
نیروی زمینی ارمنستان یکی از شاخه‌های نیروهای مسلح ارمنستان است که مسئولیت اجرای جنگ زمینی را بر عهده دارد. این نیرو در ۲۸ ژانویهٔ ۱۹۹۲، تنها چند ماه پس از اعلام فروپاشی شوروی، در ادغام با دیگر بخش‌های نظامی ارتش ارمنستان تشکیل شد. نخستین فرماندهٔ نیروی زمینی ارمنستان، نورات تر-گریگوریانتس بود که در زمان شوروی سابق فرماندهی نیروهای زمینی شوروی را بر عهده داشت. ارمنستان، بیش از ۱۵۰۰ نفر از افسران خود را برای طی دورهٔ آموزشی به یونان و روسیه اعزام داشته‌است. در مارس ۱۹۹۳ ارمنستان کنوانسیون بین‌المللی منع جنگ‌افزارهای شیمیایی را امضاء کرد.
این کشور در ژوئیهٔ ۱۹۹۳ به‌عنوان یک کشور عاری از جنگ‌افزار هسته‌ای، به پیمان عدم اشاعه سلاح‌های هسته‌ای پیوست. ارمنستان در سال ۲۰۰۲ عضو سازمان پیمان امنیت جمعی شده‌است.
از زمان پایان جنگ اول قره‌باغ، ارمنستان بسیاری از نیروهای ارتش خود را متعهد کرده‌است که به تقویت و دفاع از جمهوری آرتساخ در برابر حملهٔ احتمالی کشور همسایه، جمهوری آذربایجان و احتمال آغاز مجدد جنگ بپردازند.

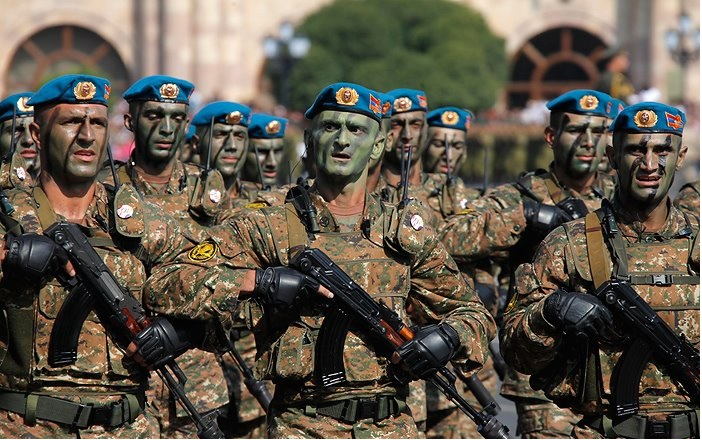
سربازان هنگ هوابرد در حین رژه در سال ۲۰۱۱